# Kana Kitahara
Kana Kitahara (北原 佳奈 Kitahara Kana?), född 17 december 1988, är en japansk fotbollsspelare som spelar för Mynavi Vegalta Sendai.
Kana Kitahara spelade 9 landskamper för det japanska landslaget. Hon deltog bland annat i fotbolls-VM 2015.